# Records (album)
Pour les articles homonymes, voir Record.
Albums de Foreigner
4
(1979) Agent Provocateur
(1984)
Records est une compilation de Foreigner, sortie le 29 novembre 1982.
L'album s'est classé 10e au Billboard 200.

## Liste des titres
| 1. | Cold as Ice                 | 3:19 |
| 2. | Double Vision               | 3:29 |
| 3. | Head Games                  | 3:37 |
| 4. | Waiting for a Girl Like You | 4:35 |
| 5. | Feels Like the First Time   | 3:28 |

| 1. | Urgent                   | 3:57 |
| 2. | Dirty White Boy          | 3:13 |
| 3. | Juke Box Hero            | 4:03 |
| 4. | Long, Long Way from Home | 2:47 |
| 5. | Hot Blooded (Live)       | 6:55 |

## Certifications
| Pays        | Association | Certification | Ventes     |
| ----------- | ----------- | ------------- | ---------- |
| Allemagne   | BVMI        | Or            | 250 000+   |
| États-Unis  | RIAA        | 7 × Platine   | 7 000 000+ |
| Royaume-Uni | BPI         | Argent        | 60 000+    |
| Suisse      | SNEP        | Or            | 25 000+    |